# North Carolina State University
North Carolina State University at Raleigh (NCSU, běžně označovaná jako NC State) je veřejná univerzita, součást University of North Carolina, v městě Raleigh v Severní Karolíně v USA. Založena byla v roce 1887, v roce 2013 zde studovalo přes 34 000 studentů. Její obory se zaměřují především na zemědělství, vědy o živé přírodě, design, inženýrství a textilie.
Studovali zde John Edwards, Hišám Kandíl či Rádžendra Pačaurí.
V roce 2005 univerzita založila pobočku v Praze.

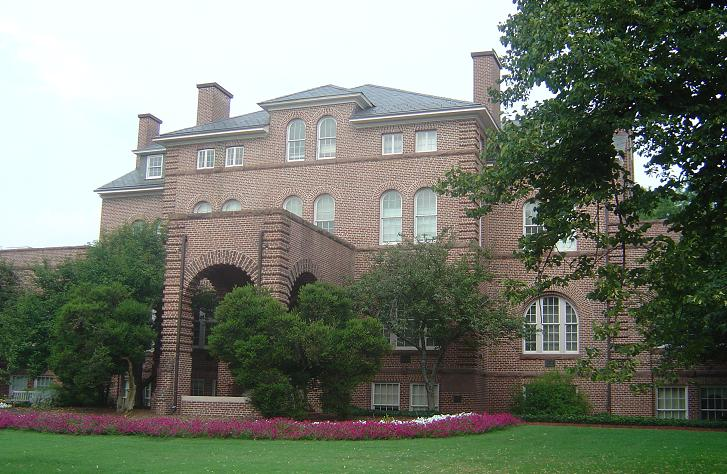
Holladay Hall, první postavená budova kampusu